# Ластовецький Микола Адамович
Микола Адамович Ластовецький (нар. 14 серпня 1947 , м. Дунаївці Хмельницької обл.) — український композитор, музикознавець, педагог, музично-громадський діяч, диригент, доцент.
Член Національної Спілки композиторів України, НТШ, голова науково-культурологічного товариства імені Василя Барвінського, заслужений діяч мистецтв України (1996), лауреат Міжнародної премії ім. С. Гулака-Артемовського (2014), літературно-мистецької премії імені Юрія Дрогобича (2022), премії імені Станіслава Людкевича (2022), премії імені В.С. Косенка (2023).
Художній керівник та диригент камерного оркестру «Кредо» (1996 – 2006).  Доцент Дрогобицького державного педагогічного університету імені Івана Франка, директор Дрогобицького державного музичного училища імені Василя Барвінського (1984 – 2015). Викладач-методист Дрогобицького музичного фахового коледжу імені В. Барвінського.

## Життєпис
Народився 14 серпня 1947 року в м. Дунаївці Хмельницької області в родині медиків: мати - Ластовецька (Магера) Ніна Никанорівна (1925 - 2001), фармацевт. Батько - Ластовецький Адам Іванович (1925 - 1993), фельдшер. Великий вплив на формування  композитора мав дядько, відомий український письменник, педагог, член Національної Спілки письменників України Микола Никанорович  Магера (1922 - 2008).
Початкову музичну освіту  здобув у музичних гуртках при Дунаєвецькому будинку піонерів, де навчався гри на баяні та мандоліні. Основи теорії музики  отримав в літніх музичних школах-студіях, які з 1955 по 1957 рр. організовував  Всеволод Петрович Островський, який з відкриттям 1965 року Дунаєвецької музичної школи став її викладачем, а згодом і директором.
Опановуючи гру на баяні, Микола Ластовецький почав брати приватні уроки гри на фортепіано та акордеоні у  дунаєвецького акордеоніста-віртуоза Еріка Мельника. Зростанню  музичних знань у шкільні роки також сприяло спілкування з найближчими родичами по материнській лінії – Валентином та Галиною Баранецькими, які обрали музику своєю професією. Навчаючись у восьмому-дев’ятому класах Дунаєвецької загальноосвітньої школи № 3, а відтак – у школі № 2, куди він перейшов для отримання повної загальної середньої освіти, Микола стає постійним солістом-акомпаніатором в музичній самодіяльності учнівських колективів цих закладів.
Закінчив курс «Елементарної теорії музики» в Заочному народному університеті мистецтв м. Москви та поступив на курс «Гармонії» – одного з центральних предметів музичної освіти. Перші композиторські спроби юнака  підтримала Ольга Василівна Панасюк –  вчитель музики і співів, яка радила йому серйозно зайнятись музичною освітою і обов’язково продовжувати писати власні музичні твори.
На той час Микола вже написав ряд інструментальних та вокальних творів, зокрема, пісень та романсів, деякі з них – на слова місцевих авторів, серед яких - «Ткаля» на слова В. Семеновського, «Річка Тернавочка» та «Дунаївчанка» на слова С. Репецького, «Пісня про лікарів» на слова самодіяльного поета, лікаря з Смотрича В. Шаховця та ін. «Дунаївчанка», написана для чоловічого голосу та жіночого вокального ансамблю у супроводі естрадного оркестру, тоді досить часто виконувалась, а ноти її  були надруковані в Дунаєвецькій районній газеті; «Пісня про лікарів» виконувалась самодіяльним хором медичних працівників Дунаєвецької районної лікарні, заспівував – автор слів, акомпанував – автор музики.
Після закінчення Дунаєвецької середньої школи № 2 із золотою медаллю М. Ластовецький не одразу обрав професійний шлях музиканта. Він поступив на навчання до Українського поліграфічного інституту ім. І. Федорова, яке  продовжив на енергетичному факультеті Львівського політехнічного інституту.
Дядько письменник Микола Магера, який часто бував у Києві, показав  кілька інструментальних та хорових творів юнака видатному українському композитору, педагогу, музично-громадському діячеві Левку Миколайлвичу Ревуцькому (1889 - 1977), який високо оцінив його композиторський хист. Наступні особисті зустрічі  Миколи Ластовецького з іншими знаними українськими композиторами – Андрієм Яковичем Штогаренком (1902 - 1992) та Віталієм Дмитровичем Кирейком (1926 - 2016) – укріпили віру юнака в себе і обумовили його тверде рішення в необхідності ґрунтовних професійних музичних студій. Так він став студентом теоретичного відділу Хмельницького музичного училища, яке закінчив з відзнакою не за чотири, як звичайно, а за три роки.
В Хмельницькому музичному училищі Микола Ластовецький займався композицією під керівництвом теоретика та композитора Віктора Олексійовича Цибульника, теоретичні дисципліни опановував у Віталія Кузьмича Струка та інших педагогів, викладачем фортепіано стала завідуюча відділом спеціального фортепіано, відомий педагог Надія Мойсеївна Рязанська.
Після успішного завершення навчання у Хмельницькому музичному училищі, у 1970 – 1971 рр. Микола Ластовецький працював викладачем теоретичних дисциплін Дунаєвецької музичної школи, продовжуючи заочно навчатись у Львівському політехнічному інституті.  В цей час він захоплено вивчав особливості подільського музичного фольклору, що знайшло відбиток в його подальшій творчості.
В 1971 р. митець поступив на композиторський факультет Львівської державної консерваторії ім. М. В. Лисенка, який з відзнакою закінчив в 1976 р., отримавши диплом композитора й викладача музично-теоретичних дисциплін. Протягом п’яти років він  освоював композиторську спеціальність у відомого українського композитора-симфоніста Романа Аполоновича Сімовича (1901 - 1984), автора багатьох творів у різних музичних жанрах, одного з кращих українських фахівців в галузі симфонічного оркестрування, музикознавця та педагога.  У Львівській консерваторії Микола Ластовецький також навчався у  Станіслава Людкевича, Емілія Кобулея, Володимира Флиса, Анатолія Кос-Анатольського, Яреми Якуб'яка, Олександра Теплицького та ін. Його дипломною роботою  стала симфонічна поема «Львів» ("Галичина") (1976).
З 1976 р. Микола Ластовецький повязав свою життєву та творчу долю з Дрогобичем – спочатку як викладач, а згодом – завідувач теоретичного відділу та директор Дрогобицького музичного училища (1984 - 2015), з 2000 р. – доцент кафедри музикознавства та фортепіано Дрогобицького педагогічного університету ім. І. Франка, поєднуючи викладацьку та адміністративну діяльність з композиторською та музикознавчою.
Творчість композитора охоплює найважливіші для українського мистецтва теми, образи, жанри та форми. Для неї властиве сучасне переосмислення традицій української класичної музики, провідною ознакою якої є міцна опора на український народнопісенний мелос та інструментальний фольклор, його метроритміку та глибинні інтонації.
Велику увагу приділяє він симфонічній музиці, у його доробку -  симфонічний прелюд «Легенда про Кармалюка» (1969, друга редакція 1999), симфонічна поема «Галичина» («Львів») (1976), увертюра «Бойківська» (1994), «Лірична поема» (1995), симфонієта «Пам’яті героїв Крут» (1996), «Елегія пам’яті В. Барвінського»· для струнних, тромбонів та литавр (до 110-річниці від дня народження В. Барвінського) (1998), «Memento» (2001), «Три п’єси» (2002), «Варіації» (2002), «Sinfonia rustica» (2003) та ін.
У переліку  його вокально-симфонічних творів – кантати «Повернення Дрогобича» (на вірші Р. Пастуха, Ф. Малицького, М. Ластовецького) (1999), «Псалми Давида» (на канонічні біблійні тексти для солістів, мішаного і дитячого хорів та симфонічного оркестру в семи частинах) (2000), створена з нагоди 2000-ліття Різдва Христового, та «Заспів» ( для хору та симфонічного оркестру на слова Віктора Чумака (1978)), вокально-симфонічна сюїта «Верховинці» (1999), «Ти переможеш, рідна Україно» (на слова С. Сондей), а також кантата «Пісня про Чорновола»· для солістів, жіночого хору та капели бандуристів (на слова Михайла Шалати) (2000). Ці композиції, присвячені видатним особистостям нашої історії, а також духовно-церковній тематиці, стали помітним явищем в суголоссі творчих здобутків сучасних українських композиторів в цих жанрах.
Важливе місце в творчості М. Ластовецького займає фортепіанна музика. Він є автором  двох Сонат, Варіацій, рондо, скерцо, поем, експромтів, циклів «Настрої», «Колискові», «Веснянки», «Ягілки», «Раціональні ескізи» (дванадцять п’єс в додекафоній техніці), сюїти «Бойківські образки», «Бойківське весілля», «Маленька «сонечкова» сюїта», «Про короля Данила, його сина Лева, принцесу Констанцію та заснування Львова», концертної фантазії «Поклоніння Дажбогу – Сонцю» (предковічне обрядове дійство), понад 300 мініатюр (прелюдій, вальсів та ін.). Його п'ять зошитів «Фортепіанні п'єси для дітей та юнацтва» (2007, 2015, 2016, 2018, 2019) є яскравим прикладом програмних творів, що вирізняються програмною цілісністю та художньо-естетичною різноплановістю.
Хорова музика зацікавила митця ще в «дунаєвецький» період та під час навчання в Хмельницькому музичному училищі, коли був написаний триптих «Поетика» (на слова М. Рильського) для мішаного хору a caрpella, згодом – цикли «Вчені казки» (на слова Ф. Кривіна), «Чотири хори» (на слова П. Перебийноса, 2002), хори на слова Т. Шевченка, І. Франка, А. Малишка, П. Лехновського, «Отче наш», «Святий Боже», «Господи, помилуй», «Богородиця» та ін. (на канонічні церковні тексти) для того ж виконавського складу. Для жіночого хору a caрpella з-поміж інших виокремлюються два великі цикли на слова Лесі Українки: «Мелодії смутку і надій» (12 хорів) (2016) та «Contra spem spero!» (17 хорів) (2018), а для чоловічого складу – хори на слова І. Франка, М. Белея та В. Романюка (2002). З обробок народних пісень виділяються календарний зимовий цикл колядок та щедрівок, «Жниварські» (2015, 2019) для мішаного хору (17) та жіночого (36), а також «Лемківські» та із записів І. Франка (2018) для мішаного та чоловічого хорів. Крім того, Микола Ластовецький звертався до поезії М. Рильського (цикл з 22 мішаних хорів «Поетика» (2020), в тому числі, триптих-концерт «Козак Мамай»), є автором  збірника творів з 21 номеру для дитячого хору у супроводі фортепіано «Кожна квітка – пісня Україні» (2022) на слова М. Сингаївського, М. Рильського, Л. Пилип’юк та М. Кабалюк-Тисянської.
У доробку композитора представлені й камерно-інструментальні твори та інструментальні ансамблі, серед яких – «Струнний квартет» (1975),«Сюїта для струнного оркестру в 5 частинах» (1980), «Adagio» для струнного оркестру (1984),  «Гаївки» для струнного оркестру (1996), сюїта «Дрогобицькі сурми» для 4 труб (2003), «Квартет для чотирьох тромбонів» (2003), п’єси для струнного квартету («Дві п’єси для струнного квартету» (1983)), твори для скрипки (Соната «Романтична» для скрипки і фортепіано (1974), «Алегро для скрипки і фортепіано» (1985)), флейти, фагота («Скерцо для фагота та фортепіано» (1973)), кларнета (««Поліська легенда» для кларнета і фортепіано» (1981)),  валторни з фортепіано,  також камерно-вокальні твори  –  солоспіви на слова Лесі Українки, Я. Купали, В. Самійленка, П. Грабовського, П. Тичини, О. Олеся, В. Симоненка, В. Чумака та ін.
Перу композитора належить музика до понад 20 театральних вистав (п’єс, музичних драм, історичних музичних драм, музичних комедій, музичних казок, водевілів та мюзиклів) за п’єсами В. Шекспіра, І. Котляревського, М. Коцюбинського, М. Кропивницького, Г. Квітки-Основ’яненка, І. Карпенка-Карого, І. Франка, Р. Іваничука, В. Сичевського, Ю. Коженьовського, Л. Крупи, В. Канівця, Я. Стельмаха, М. Петренка, Л. Гридової, О. Олійника, Б. Мельничука, А. Шияна.
Будучи художнім керівником та диригентом камерного оркестру «Кредо» редагував та аранжував для різних інструментальних складів твори світової та української музичної класики, сучасних композиторів, регтайми американських авторів, естрадні п’єси.
Як науковець, Микола Ластовецький є учасником багатьох наукових конференцій, автором більше сотні наукових публікацій про Миколу Лисенка, Станіслава Людкевича, Василя Барвінського, Миколу Колессу та його вчителя – видатного чеського композитора Вітезслава Новака, Богдану Фільц, хорову творчість Юліана Корчинського, твори бандуриста Миколи Мошика, педагогічну діяльність Кирила Стеценка. Цілий ряд його статей науково-дослідницького характеру присвячені  національній камералістиці на прикладі «Українського квінтету» Бориса Лятошинського, еволюції форми варіацій у музиці класико-романтичного періоду тощо. У працях «Про деякі особливості викладання предмету інструментознавства та інструментування», «Заняття з основ композиції як дійовий засіб розвитку творчого потенціалу студента» та інших порушив питання методики викладання музично-теоретичних дисциплін, а в статті «Актуальні проблеми підготовки музикантів-фахівців для сучасної вищої школи» – перспективи розвитку української музичної педагогіки в ХХІ столітті. Редагує і рецензує наукові праці, підручники і навчальні посібники.
Учні Миколи Адамовича навчаються в національних музичних академіях України та за кордоном, працюють викладачами мистецьких закладів, є відомими музикантами, музикознавцями, пропагандистами української музики.
Миколі Ластовецькому належить особиста ініціатива та вирішальна роль в увічненні пам’яті видатного українського композитора Василя Барвінського – присвоєнні його імені Дрогобицькому музичному училищу (1995), заснуванні науково-культурологічного товариства ім. В. Барвінського, яке очолює з 1998 року, створенні та організації єдиного в Україні музею-кімнати В. Барвінського, проведенні музичних академій та теоретичних конференцій до ювілейних дат композитора, започаткуванню конкурсів юних піаністів його імені в Дрогобичі, які з обласних та регіональних згодом набули статусу Всеукраїнських та Міжнародних.
Як голова науково-культурологічного товариства ім. В. Барвінського проводить велику роботу по увічненню пам’яті видатного українського композитора, популяризації його творчості та її дослідженню.
Крім композиторської, педагогічної та наукової, Микола Адамович займається великою музично-громадською діяльністю. Він обирався делегатом ІІ Всеукраїнського з’їзду працівників освіти від Львівщини (2001), неодноразово очолював як керівник мистецькі делегації творчих колективів Дрогобича, Львівщини та України, які представляли здобутки національної музики в зарубіжних країнах: Румунії (1985, 1991), Польщі (1987 – 1991, 1998, 2000), Англії (1992), Канаді («Фольклорама – 97», Вінніпег), Австрії (міжнародні хорові фестивалі «Адвент – 2000» і «Адвент – 2006», Відень). Був головою оргкомітету фестивалю класичної та сучасної музики «Дрогобич Музик Фест – 97», Першого обласного (в подальшому – Регіонального, Всеукраїнського і міжнародного) конкурсу юних піаністів імені Василя Барвінського (Дрогобич, 1998, 2002, 2005, 2008), Першого та Другого Всеукраїнського конкурсу виконавців на народних інструментах імені Анатолія Онуфрієнка (Дрогобич, 2007, 2009).
Співголова V Всеукраїнської науково-практичної конференції «народно-інструментальне мистецтво на зламі ХХ-ХХІ століть» (Дрогобич, 2012). Співголова І-го, ІІ-го та ІІІ-го Галицького фестивалю-конкурсу юних музикантів «Франкове Підгір’я» (Дрогобич, 2006, 2009, 2012). Член організаційної ради та оргкомітету фестивалів української музики «Струни душі нашої» №№ 1 – 6 (Дрогобич, 1993, 1996, 1997, 1998, 1999, 2007), заступник Голови оргкомітету фестивалю «Струни душі нашої» №№ 7, 8 (2008, 2009), член оргкомітету та співголова міжнародного конкурсу баяністів-акордеоністів «Perpetuum mobile» №№ 1 – 5 (2008, 2009, 2010, 2011, 2012), член оргкомітету та журі Всеукраїнського конкурсу баяністів-акордеоністів «Візерунки Прикарпаття» №№ 2 – 4 (2008, 2010, 2011).
Член експертної комісії Державної інспекції закладів освіти України (1995), член Президії Ради директорів та ректорів навчальних закладів Міністерства культури України (2009 – 2015), член Ради директорів вищих навчальних закладів І-ІІ рівнів акредитації Львівської області (1985 – 2015), член колегії управлінні культури Львівської облдержадміністрації (200 – 2015), член атестаційної комісії управління культури Львівської облдержадміністрації (2000 – 2015), член музично-фольклористичної секції наукового товариства ім. Т. Г. Шевченка (2008 – 2018), член комісії по культурі при Дрогобицькій міській раді (1985 – 2015).
Обирався делегатом ХІ-го, ХІІ-го та ХІІІ-го з’їздів Національної Спілки композиторів України, в 2007 – 2014 рр. – член Правління Спілки, робочої Президії на пленарних засіданнях ХІІ-го та ХІІІ-го з’їздів Спілки композиторів, які неодноразово проводив за дорученням робочої Президії.
14 вересня 1996 року Указом Президента України «За вагомий внесок у розвиток національної культурної спадщини, високий професіоналізм» Микола Ластовецький відзначений почесним званням «заслужений діяч мистецтв України». За значні успіхи в науково-педагогічній праці і творчі здобутки неодноразово отримував творчі відзнаки і нагороди, серед яких: медаль «Незалежність України» в номінації ІХ Міжнародного академічного рейтингу «Золота фортуна» (2003); Почесна відзнака Міністра культури і мистецтв України «За досягнення у розвитку культури і мистецтв» (2001); Почесна грамота Міністра культури України за сумлінну працю та високий професіоналізм (2007, 2011); медаль за заслуги перед містом Дрогобичем (2010); Почесний диплом національної презентаційно-рейтингової програми «Визнання року - 2010» міжнародного партнерства «Діловий імідж України» (2010); Диплом третьої загальнонаціональної громадської акції «Флагмани освіти і науки України» (2010); Диплом Міжнародного конкурсу (м. Ланчіано, Італія, 2011); Міжнародна премія ім. С. Гулака-Артемовського (2011).
У 2022 р. став лауреатом літературно-мистецької премії імені Юрія Дрогобича та Обласної премії імені Станіслава Людкевича.
Неодноразово нагороджувався почесними грамотами голови Львівської облдержадміністрації та голови обласної ради, управління культури Львівської облдержадміністрації, Міського голови м. Дрогобича, «Золотого фонду Бойківщини», Єпископату Самбірсько-Дрогобицької єпархії.
Крім авторських концертів,  твори Миколи Адамовича постійно виконуються на різноманітних конкурсах та фестивалях, як українських, так і міжнародних (Всеукраїнські конкурси піаністів, хорової музики (м. Львів та міста Львівської області (Стрий, Трускавець, Дрогобич та ін.), Тернопіль, Київ, Івано-Франківськ, Канів, Ужгород, Кропивницький (Кіровоград), Одеса, Харків та ін.), міжнародний фестиваль «Київ-Музик-Фест») і їх виконавці часто займають призові місця та стають їх переможцями. Так, наприклад, лауреатом другої премії з нагородженням срібною медаллю престижного Міжнародного конкурсу «Чита ді Барлета» в Італії, серед понад 500 юних музикантів з 32 країн світу, в 2011 році став 11-річний піаніст з міста Донецьк Юрій Філімонов, який поряд з творами Й. Баха та Л. Бетховена виконував там «Нову коломийку» із збірника М. Ластовецького «Фортепіанні п’єси для дітей та юнацтва. Зошит 1».

## Музичні твори

### ВОКАЛЬНО-СИМФОНІЧНІ ТВОРИ МИКОЛИ ЛАСТОВЕЦЬКОГО
«Заспів». Кантата для хору та симфонічного оркестру на слова Василя Чумака (1978).
«Повернення Дрогобича» (слова Романа Пастуха, Федора Малицького, Миколи Ластовецького). Кантата для солістів, хору та симфонічного оркестру (1999).
«Верховинці». Вокально-симфонічна сюїта для солістів та оркестру (1999).
«Псалми Давида» (на канонічні біблійні тексти). Кантата для солістів, мішаного і дитячого хорів та симфонічного оркестру в семи частинах (2000).
«Пісня про Чорновола» (слова Михайла Шалати). Кантата для солістів, жіночого хору та капели бандуристів (2000).

### ТВОРИ ДЛЯ СИМФОНІЧНОГО ОРКЕСТРУ МИКОЛИ ЛАСТОВЕЦЬКОГО
Симфонічний прелюд «Легенда про Кармелюка» (1969, друга редакція 1999).
Симфонічна поема «Галичина» («Львів») (1976).
Увертюра «Бойківська» (1994).
«Лірична поема» (1995).
Симфонієта «Пам’яті героїв Крут» (1996).
«Елегія Василю Барвінському» для струнних, тромбонів та литавр (до 110-річниці від дня народження В. Барвінського) (1998).
«Memento» (2001).
«Три п’єси» (2002).
«Варіації» (2002).
«Sinfonia rustica» (2003).
  Микола Ластовецький. Коломийка з вокально-симфонічної сюїти «Верховинці». Для симфонічного оркестру. Партитура. Нотне видання. / редактор-упорядник З. Ластовецька-Соланська. Дрогобич: Пóсвіт, 2024. 32 с.
    Микола Ластовецький. «Бойківська» увертюра для симфонічного оркестру. Партитура. Нотне видання / редактор-упорядник З. Ластовецька-Соланська. Дрогобич: Пóсвіт, 2024. 72 с.
  Микола Ластовецький. «Пам’яті героїв Крут». Симфонієта. Слова Павла Тичини. Для симфонічного оркестру та низьких чоловічих голосів (басів). Партитура. Редакція 2024 р. Нотне видання / редактор-упорядник З. Ластовецька-Соланська. Дрогобич: Пóсвіт, 2024. 92 с.
  Микола Ластовецький. Легенда про Кармалюка. Для симфонічного оркестру. Партитура. Редакція 2024 р. Нотне видання / редактор-упорядник З. Ластовецька-Соланська. Дрогобич: Пóсвіт, 2024. 56 с.

### ТВОРИ ДЛЯ СТРУННОГО ОРКЕСТРУ МИКОЛИ ЛАСТОВЕЦЬКОГО
«Сюїта для струнного оркестру в 5 частинах» (1980).
«Adagio» для струнного оркестру (1984).
«Гаївки» для струнного оркестру (1996).  
 Микола Ластовецький. «Гаївки». Струнно-смичкова камерна мініатюра Навчальний посібник / Упор. і ред. А.Славич. Дрогобич: Пόсвіт, 2013. С. 26–58.
Микола Ластовецький. Візаві. Збірка скрипкових творів / Аранжування Роман Годевич, Олексій Запряткін. Черкаси – Дрогобич. Пóсвіт, 2024. 64 с.

### КАМЕРНО-ІНСТРУМЕНТАЛЬНІ ТВОРИ МИКОЛИ ЛАСТОВЕЦЬКОГО
«Скерцо для фагота та фортепіано» (1973).
Соната «Романтична» для скрипки і фортепіано (1974).
«Струнний квартет» (1975).
««Поліська легенда» для кларнета і фортепіано» (1981).
«Дві п’єси для струнного квартету» (1983).
«Алегро для скрипки і фортепіано» (1985).
«Дрогобицькі сурми». Сюїта для чотирьох труб (2003).
«Квартет для чотирьох тромбонів» (2003).

### ФОРТЕПІАННІ ТВОРИ МИКОЛИ ЛАСТОВЕЦЬКОГО
«Дума для фортепіано» (1966).
«Настрої»: десять мініатюр для фортепіано (1967).
Три прелюдії (1967).
«Варіації» (1968).
Три п’єси (1969).
«Тема з варіаціями» (1970).
Соната № 1 (1972).
«П’ять прелюдій» (1969, 1983).
Соната № 2 (1978).

###### «Фортепіанні п’єси для дітей та юнацтва. Зошит 1» (2000-2006)
«Дитяча мозаїка»
«Подільський танець»
«Пудель і ротвейлер»
«Ліричний наспів»
«Маленька дума»
«Грайливий настрій»
«Казка надобраніч»
«Ігорчик – зайчик-стрибайчик»
«Сумний настрій»
«Питання та відповідь»
«Пташенятко щебетає»
«Жартун»
«Театральний романс»
«Скерцино»
«Пустун-кривляка (скерцо)».
«Бойківські образки (маленька сюїта)»
«Бойківська коломийка»
«Танець поважних газдів»
«Танець газдинь»
«Бойківський танець»
«Штаєр (рухливий танок)».
Колискові
«Колискова для Зорянки»
«Колискова з Поділля»
«Колискова».
Два танці:
1.  «Весняний танок»
2.  «Нова» коломийка» (Basso ostinato).
Чотири веснянки.
«П’ять прелюдій і постлюдія»
«Картина Левченка»
«Маленький химерний вальс»
«Кіноностальгія»
«Картина Пимоненка»
««Романтична» прелюдія»
«Постлюдія дощу».
«Бойківське весілля». Дія перша – «Обряд»
««Надобридень» (Благословенство)»
«Весільні музики (Музики заходять до хати)»
«Ладканка («До барвінку»)»
««Надобридень» (Шляхоцький)»
«Ладканка («До вікна»)»
««Надобридень» (Хлопський)»
«Марш-танець (сватів)»
«Колискова-думка (Віншування музик)»
«Молитва («Святий Миколай»)».

#### «Фортепіанні п’єси для дітей та юнацтва (зошит 2)» (2007-2013)
«Дитячий калейдоскоп»
«Сонячний ранок»
«Бабусина казочка»
«Гра в м’ячика»
«Пробач мені, мамо»
«Дощик накрапає» (скерцино)
««Діточа» коломийка»
«Про що розповіла легенда…»
«Андантино»
«Сумний горобчик взимі» (маленькі варіації)
«Meditation (роздум)»).
Три «Маленькі старовинні вальси».
Дві «регтайм-стилізації»»
«Міні регтайм»
«Міді регтайм».
«Дві «орієнталії»»
«Арабеска»
«Східна легенда».
«Два рондо»
«Фольк-рондо»
«Святкове рондо».
«Два скерцо»
«Буфон»
«Навздогін».
«Дві поеми»
«Повернення»
«Поема-легенда».

#### «Фортепіанні п’єси для дітей та юнацтва (зошит 3)» (2014-2015)
«Два маленькі бойківські танці»: «Швидкий», «Помірний (варіації)».
«Музичні обрії»
«На рідних просторах»
«Марш сміливців»
«Пісня мандрівника»
«Скарга малюка (не пускають на вулицю)»
«Дві подружки»
«Радісний день (для Адріанчика)»
«Веселий настрій»
«Подільська хороводна»
«Дрогобицька полька (для Флоріанка)»
«Люба коломийка»
«Завзятий козачок (скерцино)»
«Народний наспів»
«Народний парафраз»
««Гандзя» (подільський етюд)»
««Гуцулка» (карпатський етюд)»
««Аладдін» (східний етюд)»
«Інтермеццо»
«Adagio romantico»
«Танець метеликів на лузі (весна)»
«Впали роси на покоси… (літо)»
«Жовте листячко летить… (осінь)»
«В очікуванні свята (зима)»
«Бурлеска»
«Ностальгія (хвилюючий спомин)»
«Поліфонічна прелюдія»
«Заповітна мрія»
«Клоунада (антре)»
«Вечірній пейзаж»
«Лялькова колисанка»
«Маленький ноктюрн».
«Маленька «сонечкова» сюїта»
1. «Прийди, прийди, сонечко»
2. «Вийшло, вийшло сонечко»
3. «Сонечко усміхається (привітальний танок)»
4. «Сонечко-вальс»
5. «Життєдайне ясне сонечко».
«Поклоніння Дажбогу – Сонцю (предковічне обрядове дійство)». Концертна фантазія.
Сюїта «Про короля Данила, його сина Лева, принцесу Констанцію та заснування Львова (вісім музичних сторінок з історії України ХІІІ століття)»
1. «Ранкова молитва в стародавньому Галичі Року 1238 (з нагоди його повернення до князя Данила та початку відродження об’єднаної держави)»
2.«Інавгурація короля Данила Галицького (урочиста церемонія коронування та сходження на престол) року 1253» 3. «Молодий княжич Лев (син короля Данила)»
4.«Принцеса Констанція (донька угорського короля Бели IV – наречена княжича Лева)»
5.«Придворний весільний танець з ХІІІ ст. (княжича Лева та принцеси Констанції)»
6.«Панегірик королю Данилу Галицькому (воїну, об’єднувачу українських земель, засновнику міста Львова)»
7. «Різдвяна ніч Року 1256 (на львівському Високому Замку»
8. «Дитяча щедрівка Нового Року 1257» (на львівському майдані)».
Три «Маленькі старовинні вальси» (№№ 4; 5; 6 (вальс-бостон)).
«Два «романтичні» експромти».
Соната.

#### «Фортепіанні п’єси для дітей та юнацтва (зошит 4)» (2016-2017)
37 «Легких фортепіанних «переспівів» галицьких ягілок»
1. «Кривий танець»
2. «Качата, гусята»
3.«А вже весна скресла»
4.«Голубка»
5. «Ой ти, травко»
6. «Пливе качур»
7. «Мишка і котик»
8. «Ішов Журило»
9. «Ой зажену я»
10.  «Розлилися води»
11.  «Хто видав»
12.  «Голубка»
13. «Ой зацвили фіялоньки»
14. «Галя»
15. «Де ти їдеш, Романочку?»
16.  «А на церкві хрест»
17.«Травко-муравко»
18. «Кривий танець»
19. «Ходить жучок»
20.«Огірочки»
21.«Перепеличин чоловік»
22. «На широкім Дунаю»
23. «Їде, їде Зельман»
24.«Подоляночка»
25.«Жучок»
26. «Чижик»
27. «Шум»
28.«Царівна»
29.«А там в саду»
30.«Вербовая дощечка»
31. «Ой яворе, явороньку»
32. «Посаджу я грушечку»
33. «Ой зацвив горошок»
34.«Ой Рудаю, Рудаєньку»
35.«Кроковеє колесо»
36. «Ой як, як»
37. «Ягіл, Ягілочка».
«Веселий галоп».
«Строгі» варіації».
«Раціональні ескізи (дванадцять п’єс в додекафонній техніці)»
1. «Мрійновтома»
2. «Забуті фанфари»
3. «Подих вальсу»
4. «Розумна коломийка»
5. «І задзвонили дзвони» («Campane»)
6. «Запрошення до гавоту»
7. «Драматичний етюд»
8. «Міні-бурлеска»
9. «Сходження на Голгофу»
10. «Ритуальне дійство»
11. «Короткі варіації»
12. «Ремінісценції».

#### «Фортепіанні п’єси для дітей та юнацтва (зошит 5)» (2018-2019)
«Десять мелодій легеньких для віртуозів маленьких»
1.«Веснянка»
2.«Коляднича закличка»
3.«Замовлянка дощу»
4.«Пастуша ладканка»
5. «Ой ти, Настасько»
6. «Козацька переможна»
7. «Ліричний наспів»
8. «Пісня без слів»
9. «Скерцино in C»
10.«Скерцино in а».
«П’ятдесят поліфонічних п’єс-канонів на теми українських народних пісень»
1. Канон C-dur «Коли-м була мала, мала…»
2. Канон C-dur «Ой любив та кохав…»
3.Канон a-moll «Чого, мила, губи дмеш»
4.Канон a-moll «Чом, чом не прийшов»
5. Канон a-moll «На вулиці скрипка грає»
6.Канон G-dur «Ой черчику та горобчику»
7. Канон G-dur «Ой літає чорна галочка»
8.Канон G-dur «Ой на горі жито… сидить зайчик»
9.Канон G-dur «В Катерини кудрі в’ються»
10.Канон e-moll «Зелений дубочку»
11.Канон e-moll «Ой ти знав, нащо брав»
12.Канон e-moll «Ішов козак потайком»
13. Канон e-moll «Ой гиля, гиля»
14. Канон e-moll «Ой хмелю ж мій, хмелю»
15. Канон e-moll «Думи мої, думи мої»
16. Канон e-moll «Ой продала дівчина курку»
17.Канон e-moll «Ой на гору козак воду носить»
18.Канон F-dur «Котилася бочка»
19. Канон F-dur «Пішла мати на село»
20.Канон F-dur «Дівка в сінях стояла»
21. Канон F-dur «Ой за гаєм, гаєм»
22.Канон d-moll «Чи я не хороша»
23. Канон d-moll «Піють півні»
24. Канон D-dur «Ой ішов я вулицею раз, раз»
25.Канон D-dur «Тихо, тихо Дунай воду несе»
26. Канон B-dur «Гей, дівчата, в ряд ставаймо»
27.Канон g-moll «Одна гора високая»
28.Канон g-moll «Чоловіче, чоловіче»
29. Канон g-moll «Дрібний дощик іде»
30. Канон g-moll «Ой у полі три криниченьки»
31. Канон g-moll «Котилася зірка»
32.Канон g-moll «Червоная ружа трояка»
33.Канон g-moll «Ой на горі калина»
34.Канон g-moll «Чого ж вода каламутна»
35.Канон g-moll «Ой не ходи, Грицю»
36.Канон A-dur «Бодай же ти, дівчинонько»
37. Канон A-dur «Здалека-с ми приїхали»
38. Канон fis-moll «Ой у полі жито»
39. Канон fis-moll «Ой у полі тихий вітер віє»
40.Канон fis-moll «Та було в батька три дочки»
41.Канон c-moll «Ой Марічко, чичері»
42. Канон c-moll «Ой, гай мати»
43. Канон c-moll «Ой піду я на базар»
44. Канон E-dur «Ой сад-виноград»
45.Канон E-dur «Ой од моря та й до моря»
46. Канон E-dur «Ой мамунцю, думай»
47.Канон As-dur «Гуляв чумак на риночку»
48.  Канон As-dur «Через дорогу – там кума моя»
49.Канон f-moll «Дівчинонька по гриби ходила»
50. Канон b-moll «Да куди їдеш, Явтуше».
«Дві ліричні «рок-балади»».
«Два Basso ostinato».
П’ятнадцять маленьких старовинних вальсів»
1. Маленький старовинний вальс a-moll
2. Маленький старовинний вальс G-dur
3.Маленький старовинний вальс a-moll
4. Маленький старовинний вальс g-moll
5. Маленький старовинний вальс a-moll
6. Маленький старовинний вальс f-moll (orientale)
7.Маленький старовинний вальс d-moll (orientale)
8. Маленький старовинний вальс G-dur
9. Маленький старовинний вальс d-moll
10. Маленький старовинний вальс F-dur
11. Маленький старовинний вальс d-moll
12.Маленький старовинний вальс e-moll
13. Маленький старовинний вальс a-moll
14. Маленький старовинний вальс F-dur
15. Маленький старовинний вальс e-moll.

### ХОРОВІ ТВОРИ МИКОЛИ ЛАСТОВЕЦЬКОГО
«Ніч» на слова Фелікса Кривіна для мішаного хору без супроводу (1967).

#### «Поетика». Триптих для мішаного хлору без супроводу на слова Максима Рильського (1968)
1. «На білу гречку впали роси»
2. «Поле чорніє. Проходять хмари»
3. «Спи в своїй білій постелі!».
«Вчені казки» для мішаного хору а cappella на слова Фелікса Кривіна (1969, 2003).
«Від Карпат» на слова Андрія Малишка для мішаного хору без супроводу (1972).
«Два жіночих хори без супроводу» (1974)
1. «Нічка тиха і темна була», слова Лесі Українки
2. «На сіре тло проміння впало», слова Петра Маха.

#### Чотири мішані хори без супроводу на слова Петра Перебийноса (1996)
1. «Ніч у полі»
2. «Дерево вічності»
3. «Дві зорі цвіло у небі»
4.  «Сніг у квітні».

#### Три чоловічі хори без супроводу на слова Віктора Романюка (1997-1998)
1. «Отча криниця»
2. «Де ти, ладо чорнобрива»
3. «Мужицька доля».
«Святий Боже» для мішаного хору a cappella (2000).
«Богородиця» для мішаного хору a cappella (2000).
«Колядки» для мішаного хору a cappella (2003).
«Христос Воскрес! (Великодня пісня)» на слова П. Лехновського (2006).
«Дивувалась зима» на слова Івана Франка (2006).
«Червона калино, чого в лузі гнешся?» на слова Івана Франка (2006).
«Ми власної долі Каменярі» для мішаного хору в супроводі фортепіано на слова Михайла Белея (2006).
«Добрий вечір тобі, господарю» обробка народної пісні (2006).
«Щедрик, щедрик, щедрівочка» обробка народної пісні (2006).
«Ой світи, місяченьку» обробка народної пісні (2006).
«Ой там в полі кирниця безодна» обробка народної пісні (2006).
«Моя дорога Україно» для середнього голосу та мішаного хору в супроводі фортепіано на слова Михайла Богаченка (2007).
«Славень Дрогобичу» для мішаного хору в супроводі фортепіано на слова Михайла Белея (2007).
«Синьо-жовте знамено» для мішаного хору в супроводі фортепіано на слова Михайла Белея (2007).
«Небо» на слова Фелікса Кривіна (2008).
«Літургія» для чоловічого хору без супроводу (2005).
«Пряла б же я куделицю», слова народні (2005).
«Зажурили сі буйнії гори» (2006).
 «Ой світи, місяченьку». Обробка укр. нар. пісні із записів Івана Франка (2010).
«Ой жалю, мій жалю» на слова Івана Франка (2010).
«Ой, по горі, горі». Обробка укр. нар. пісні (2010).
«Вітер з гаєм розмовляє» на слова Тараса Шевченка (2013).
«Тече вода в синє море» на слова Тараса Шевченка (2013).

#### «Жниварські пісні». Українські народні пісні в опрацюванні для мішаного хору без супроводу (2015)
1. «Задзвеніли стодоли»
2. «Уже сонце на причілку»
3. «У неділю пораненьку»
4. «Ой уже сонце над вербами»
5.«Ой, заспіваймо, гей»
6. «Ой літає соколонько»
7. «Ой чиє то жито»
8. «Ой ти, лане, ланочку»
9. «Уже сонечко закотилося»
10. «Болять мене руки»
11. «Дивувалися ліси»
12. «Ви женці молодії»
13. «А вже сонце заходить»
14. «А в нашого господаря»
15. «Йой чиє то поле»
16. «Живо, женчики, живо»
17. «Перепілонька мала».

#### «Мелодії смутку і надій» (цикл п’єс для жіночого хору без супроводу на слова Лесі Українки) (2016)
1. «Нічка тиха і темна була» (1974, 2016)
2. «Не співайте мені сеї пісні»
3. «Горить моє серце»
4. «Знов весна»
5. «Дивлюсь я на яснії зорі»
6. «Стояла я і слухала весну»
7. «Хотіла б я піснею стати»
8. «У чорную хмару зібралася туга моя»
9. До музи («Прилинь до мене, чарівнице мила»)
10. «То була тиха ніч чарівниця»
11. «Давня весна»
12. Перемога («Довго я не хотіла коритись весні»).

#### «Не забудь юних днів» на слова Івана Франка (2016)
«Зелений явір» на слова Івана Франка (2016).
«Ой жалю мій, жалю» на слова Івана Франка (2016).
«Чим пісня жива» на слова Івана Франка (2016).
«На городі біла глина» українська народна пісня для мішаного хору із записів Івана Франка (2016).
«Ой коло млина шумить дубина» українська народна пісня для мішаного хору із записів Івана Франка (2016).
«Ой пігнала дівчинонька ягнятонько в поле» українська народна пісня для мішаного хору із записів Івана Франка (2012).
«Гей, а ворле, сивий соколе» українська народна пісня для мішаного хору із записів Івана Франка (2012).
«Ой по горі, горі» українська народна пісня для чоловічого хору із записів Івана Франка (2011).
«Ой світи, місяченьку» українська народна пісня для чоловічого хору із записів Івана Франка (2011).

#### інші твори на слова Лесі Українки
«Надія» жіночий хор без супроводу на слова Лесі Українки (2017).
«Конвалія» жіночий хор без супроводу на слова Лесі Українки (2017).
«Красо України, Подолля!» жіночий хор без супроводу на слова Лесі Українки (2017).
«Contra spem spero!» жіночий хор без супроводу на слова Лесі Українки (2018).
«Чого то часами» жіночий хор без супроводу на слова Лесі Українки (2016).
«Пісня (Чи є кращі між квітками)» жіночий хор без супроводу на слова Лесі Українки (2017).
«На роковини Шевченка (Шевченкові)» жіночий хор без супроводу на слова Лесі Українки (2016).
«Напровесні» жіночий хор без супроводу на слова Лесі Українки (2016).
«Мій шлях» жіночий хор без супроводу на слова Лесі Українки (2017).
«Грай, моя пісне!» жіночий хор без супроводу на слова Лесі Українки (2015).
«На човні нас було тільки двоє» жіночий хор без супроводу на слова Лесі Українки (2017)

#### «Сльози-перли (концерт для жіночого хору без супроводу)» на слова Лесі Українки (2016)
І. «Сторононько, рідна! Коханий мій краю!»
ІІ. «Україно! Плачу слізьми над тобою…»
ІІІ. «Всі наші сльози тугою палкою…».
«Досвітні огні» жіночий хор без супроводу на слова Лесі Українки (2018).
«Слово, чому ти не твердая криця…» жіночий хор без супроводу на слова Лесі Українки (2017).
«Як дитиною, бувало…» жіночий хор без супроводу на слова Лесі Українки (2016).

#### «Жниварські пісні. Зошит 2» (2018)
1. «Ой снопе, снопе»
2. «Ой паночку наш»
3. «А в нашого пана»
4. «Весело на ниву женчики ідуть»
5. «Ой на горі жита много»
6. «Ой паночку наш, наш»
7. «Ой чиї ж то женці»
8. «Ой на горі зацвіли ожинки»
9. «Ой куриться доріжейка»
10. «Маяло житечко, маяло»
11. «Вінчику, вінчику, вінчику мій»
12. «Качався вінок з лану»
13. «Ой і скидай да, Хведорку, жупан»
14. «Я ж думала, що зажалася»
15. «А вже сонце котиться»
16. «Ой зашуміла дуброва».
17. «Обжали ж ми ниву».
18. «Уже сонце на лану»
19. «В чистому полю садочок»
20. Ой послала мене мати»
21. «Вгору, сонінко, вгору!»
22. «Ото наш господар охочий»
23. «Кругом, женчики, кругом»
24. «У неділю рано-вранці»
25. «Нуте, нуте до межі»
26.«Ой коли господар журився»
27. «Із поля віночок котився»
28. «А вже сонце нагорі»
29. «У неділю пораненько»
30. «Місяцю-ярожейку»
31. «Перепілка»
32. «Ви, женчики славні».

#### «Три поетично-музичні присвяти» для мішаного хору без супроводу на слова Максима Рильського (2019)
1. «Пророк зорі (Тарасові Шевченку)»
2. «Вийся, жайворонку, вийся… (Миколі Лисенку)»
3. «Пісня про пісню (Миколі Леонтовичу)».
«О рідна пісне» для мішаного хору без супроводу на слова Максима Рильського (2019).
«Живи, Україно!» для мішаного хору без супроводу на слова Максима Рильського (2019).
«Як не любити зими сніжно-синьої на Україні моїй…» для мішаного хору без супроводу на слова Максима Рильського (2018).
«Цвіт-калино, Україно, розцвітай!» для мішаного хору без супроводу на слова Максима Рильського (2018).  «Вербова гілка зацвіла» для мішаного хору без супроводу на слова Максима Рильського (2019).
«Коли дзвенять черешні (жарт)» для мішаного хору без супроводу на слова Максима Рильського (2016).
«Дощ (скерцо)» для мішаного хору без супроводу на слова Максима Рильського (2016).

#### «Меланхолії» для мішаного хору без супроводу на слова Максима Рильського (2018)
1. «Вже перший сніг кружляє над землею…»
2. «Проса покошено. Спустіло тихе поле…»
3. «Люблю похмурі дні, коли крізь сизі хмари…»
4. «Ой сумний той голос, що луни не має… (народний переспів)»
5. «На мосту, над темною водою… (романс)»
6. «Вміє розставатись той, хто вмів любить»

#### «Хоровий триптих-концерт «Козак Мамай»» для мішаного хору без супроводу на слова Максима Рильського (2019)
1. «Я – запорожець, воїн справний»
2. «Їхав козак полем (Гей, бандуро моя)»
3. «Мій козаче, мій Мамаю».
Пісні для дитячого хору у супроводі фортепіано на слова українських поетів (понад 20).

#### Кожна квітка – пісня Україні. Твори для дитячого хору (2022)
на слова:
– Миколи Сингаївського («Кожна квітка – пісня Україні (Материна пісня)», «Ходить дзвоник по городу…», «Повертайся, ластівко, прилітай! (Пісня весни)», «Вийшов травень з лісу (Травнева усмішка)», «Жива криничка», «Пісня про човника», «Танцюють граки (Осінній танець граків)», «Осінній сон вербички», «Заснула натомлена рідна земля (Квіткова колискова)»),
–  Максима Рильського («Дівчина – літо», «Ой, річка, ой, ріка!», «Осінь на землю тихенько спускається… (Осіння пісня)», «Зимовий танок у лісі», «Ти, ялинко, зеленій!», «Надобраніч, красуня Сонце»),
– Лесі Пилип’юк («Весна у горах…»),
– Марії Кабалюк-Тисянської («Ой хто ж тебе, калинонько, садив край дороги?», «Он зіронька сяє на сході, з-за гір…», «Гори рідні, високії, любі мої гори…», «Стогне Тиса, шумить тирса…», «Гей, рідні гори, я вас кохаю…»).
Зміст :
«Кожна квітка – пісня Україні (Материна пісня)» на сл. М. Сингаївського,
«Ходить дзвоник по городу…» на сл. М. Сингаївського,
«Весна у горах…» на сл. Л. Пилип’юк,
«Повертайся, ластівко, прилітай! (Пісня весни)» на сл. М. Сингаївського,
«Вийшов травень з лісу (Травнева усмішка)» на сл. М. Сингаївського,
«Дівчина – літо» на сл. М. Рильського,
«Ой, річка, ой, ріка!» на сл. М. Рильського,
«Жива криничка» на сл. М. Сингаївського,
«Пісня про човника» на сл. М. Сингаївського,
«Осінь на землю тихенько спускається… (Осіння пісня)» на сл. М. Рильського,
«Танцюють граки (Осінній танець граків)» на сл. М. Сингаївського,
«Осінній сон вербички» на сл. М. Сингаївського, 
«Зимовий танок у лісі» на сл. М. Рильського,
«Ти, ялинко, зеленій!» на сл. М. Рильського,
«Заснула натомлена рідна земля (Квіткова колискова)» на сл. М. Сингаївського,
«Надобраніч, красуня Сонце» на сл. М. Рильського,
«Ой хто ж тебе, калинонько, садив край дороги?» на сл. М. Кабалюк-Тисянської,
«Он зіронька сяє на сході, з-за гір…» на сл. М. Кабалюк-Тисянської,
«Гори рідні, високії, любі мої гори…» на сл. М. Кабалюк-Тисянської,
«Стогне Тиса, шумить тирса…» на сл. М. Кабалюк-Тисянської,
«Гей, рідні гори, я вас кохаю…» на сл. М. Кабалюк-Тисянської.

#### БОГ. Україна: СЛАВА УКРАЇНІ! – ГЕРОЯМ СЛАВА! НАРОД. Вибрані хорові твори для різних виконавських складів з супроводом та без супроводу (2024)
БОГ
Святий Боже. Для мішаного хору без супроводу.
Отче наш. Для мішаного хору без супроводу.
Отче наш. Для жіночого хору без супроводу.
Отче Всевишній. Для жіночого (дитячого) хору з фортепіано.
Господи, помилуй! Для мішаного хору без супроводу (Allegro giocoso). 
Господи, помилуй! Для мішаного хору без супроводу (Larghetto).
Господи, помилуй! Для мішаного хору без супроводу (Lentamente).
Господи, помилуй! Для мішаного хору без супроводу (Maestoso).
Христос Воскрес! Вірші П. Лехновського. Великодня пісня для мішаного хору і трикутника.
О, Христос! Якби Ти не прийшов?.. Слова Т. Кисилевич. Для солістів та жіночого (мішаного) хору з фортепіано. 
УКРАЇНА: СЛАВА УКРАЇНА! – ГЕРОЯМ СЛАВА!
Гимн світового українства. Слова Р. Пастуха. Для мішаного хору з фортепіано.
Моя дорога Україно! Вірші М. Богаченка. Для середнього голосу і мішаного хору з фортепіано.
Моя дорога Україно! Вірші М. Богаченка. Для жіночого хору з фортепіано.
Батьківщино, рідная земля. Вірші А. Малишка. Для мішаного хору без супроводу.
Славень Дрогобичу! Слова М. Белея. Для ансамблю солістів та мішаного хору з фортепіано.
Синьо-жовте знамено. Вірші М. Белея. Для мішаного хору з фортепіано.
Синьо-жовте знамено. Вірші М. Белея. Для мішаного хору без супроводу.
Під України єднаймось прапор! Вірші М. Белея. Для чоловічого хору без супроводу.
Бандерівці. Слова Б. Стельмаха. Для чоловічого хору з фортепіано.
Бандерівці. Слова Б. Стельмаха. Для мішаного хору з фортепіано.
Пам’ятник Степану Бандері. Слова М. Хоросницької. Для жіночого хору та ансамблю бандуристок.
Захисники України. (Марш). Вірші М. Ластовецького. Для мішаного хору з фортепіано.
Ти переможеш, рідна Україно! Вірші С. Сондей, М. Ластовецького. Для мішаного хору з фортепіано.
День перемоги. Слова Р. Пастуха. Для мішаного хору з фортепіано.
НАРОД. АВТОРСЬКІ ТВОРИ
Тече вода в синє море. Вірші Т. Шевченка. Для мішаного хору і тенора без супроводу.
Вітер з гаєм розмовляє. Вірші Т. Шевченка. Для мішаного хору без супроводу.
Гомонять тополі. Вірші В. Панченка. Для мішаного хору без супроводу.
Лелеки. Вірші Т. Кисилевич. Для жіночого хору та ансамблю бандуристок. 
Небо. Вірші Ф. Кривіна, переклад М. Ластовецького. Для мішаного хору без супроводу.
Ніч і мишка. Вірші Ф. Кривіна, переклад М. Ластовецького. Для мішаного хору без супроводу.
На сіре тло проміння впало. Слова П. Маха. Для жіночого хору без супроводу.
Знаю, дівчино. Вірші М. Кабалюк-Тисянської. Для мішаного хору без супроводу.
Згадалася нічка і літній той рай. Слова М. Божук. Для мішаного хору з фортепіано.
Доки ти будеш жить на землі. Слова Б. Демківа. Для мішаного хору з фортепіано.
ОБРОБКИ УКРАЇНСЬКИХ НАРОДНИХ ПІСЕНЬ ДЛЯ МІШАНОГО ХОРУ БЕЗ СУПРОВОДУ
Щедрик, щедрик, щедрівочка.
Добрий вечір тобі, господарю.
Зажурили сі буйнії гори.
Ой три літа, три неділі.
Стоїть явір над водою.
Пряла б же я куделицю.
Пряла б же я куделицю (з бубном – Tamburino).
ЧОТИРИ ЛЕМКІВСЬКІ ПІСНІ ПРО КОХАННЯ
Кед єм так пасала.
Над водов кряк.
Ой, мила моя.
Бива любов.  
Микола Ластовецький. Я вірю, моя ти Батьківщино! Хоровий концерт № 4 (дванадцять прелюдій і фуга) для мішаного хору a capella. Нотне видання. Дрогобич: Пóсвіт, 2024. 52 с.

### ВОКАЛЬНІ ТВОРИ  МИКОЛИ ЛАСТОВЕЦЬКОГО
«Плине білий човник» на слова Лесі Українки (1967).
«Восени» на слова Володимира Самійленка (1968).
«Розквітали квіти» на слова Павла Грабовського (1969).
«Осінь» на слова Павла Грабовського (1969).
«Хтось ударив без жалю» на слова Олександра Олеся (1970).
«Згасає день» на слова Дмитра Загули (1970).
«З вікна» на слова Василя Симоненка (1970).

#### «П’ять солоспівів на слова Василя Чумака» (1971)
1.«Березневий каламут»
2.«Гомін весінній»
3. «Травень»
4. «Шкіц»
5. «В гудінні бджіл».
«А я у гай ходила» на слова Павла Тичини (1973).
«Над колискою» на слова Янки Купали (переклад А. Малишка) для високого голосу і фортепіано (1980).
«Ой льонок» на слова Янки Купали (переклад А. Малишка) для високого голосу і фортепіано (1980).
«Від серця поклонюсь» на слова Василя Симоненка (для середнього чоловічого голосу і фортепіано) (1978). «Жоржини». Вокальний дует на слова Йосипа Фиштика (2001).
«Збагнути хочем світ». Вокальний дует на слова Йосипа Фиштика (2001).

### МУЗИКА  МИКОЛИ ЛАСТОВЕЦЬКОГО  ДО ТЕАТРАЛЬНИХ ВИСТАВ
Я. Сербин. «Неосвячене кохання» (за повістю М. Коцюбинського «На віру»), музична драма на 3 дії. Режисер-постановник В. Шминець (1978).
В. Шекспір «Віндзорські жартівниці», комедія. Режисер-постановник Я. Маланчук (1979).
А. Шиян. «Івасик-Телесик», музична казка на 3 дії. Режисер-постановник В. Шминець (1980).
І. Франко. «Учитель», п’єса на 2 дії. Режисер-постановник Я. Маланчук (1980).
І. Котляревський. «Москаль-чарівник», водевіль. Режисер-постановник В. Шминець (1981).
М. Кропивницький. «По ревізії», водевіль. Режисер-постановник В. Шминець (1981).
В. Сичевський. «Аутодафе (Юрій Дрогобич)», п’єса на 2 дії. Режисер-постановник Я. Маланчук (1982).
М. Кропивницький. «Доки сонце зійде, роса очі виїсть», музична драма на 2 дії. Режисер-постановник В. Шминець (1983).
М. Кропивницький. «Вій» (за М. Гоголем), музична драма на 2 дії. Режисер-постановник В. Шминець – музична редакція та оркестрування М. Ластовецького (1984).
Ю. Коженьовський. «Верховинці (Гуцули)», музична драма на 2 дії. Режисер-постановник В. Шминець (1988).
Л. Крупа. «Морозенко», історична музична драма на 2 дії. Режисер-постановник Є. Ваврик (1992).
В. Канівець. «Шлюб за оголошенням», музична комедія на 2 дії. Режисер-постановник Є. Ваврик (1993).
Р. Іваничук. «Мальви (Яничари)», музична драма на 2 дії. Режисер-постановник Є. Ваврик (1993).
І.Карпенко-Карий. «Наймичка», музична драма на 2 дії. Режисер-постановник Е. Мірошник (1994).
В. Канівець. «Як наші діди парубкували», музична вистава на 2 дії (1995).
В. Канівець. «Витівки шинкарки Феськи», мюзикл на 2 дії. Режисер-постановник Є. Ваврик (1996).
О. Простелер. «Розбійник Гуцик-Буцик», музична історія-казка на 2 дії. Режисер заслужений артист України А. Цибульський (2000).
Я. Стельмах. «Аладін», дитячий мюзикл на 2 дії. Режисер заслужений діяч мистецтв України В. Грицак (2000).
М. Петренко. «Кобиляча голова», музична казка на 2 дії. Режисер заслужений артист України А. Цибульський (2000).
І. Карпенко-Карий. «Мартин Боруля», вистава на 2 дії. Режисер-постановник О. Сугак (2001).
Л. Гридова. «Підступний сірничок», музична казка на 2 дії. Режисер заслужений артист України А. Цибульський (2002).
Г. Квітка-Основ’яненко. «Шельменко-денщик», вистава на 2 дії. Режисер-постановник О. Сугак (2002).
Є. Тищук. «Спасибі, Барбі», музична казка на 2 дії. Режисер заслужений артист України А. Цибульський (2004).

### Інші твори М.А. Ластовецького
«Лелеки» на слова Тетяни Кисилевич для ансамблю бандуристів (2012).
Вокально-інструментальні номери з музики до драми «Мальви» («Яничари») за Романом Іваничуком в перекладі для бандури Олександра Верещинського:
«Про невільників»
«Ой журилась Україна»
«Богородиця»
«Іслам Гірей»
«Чом, Хмельницький, зажурився ?»
«Ой, що ж бо то та й за ворон»
«Молитва»
«Пісня Марії»
«Татарський танець «Мальви»»
«Інтермеццо»
«Одаліски».
Редакції та інструментування творів Дж. Перґолезі, В. А. Моцарта, Д. Бортнянського, М. Лисенка, М. Глінки, О. Нижанківського. Д. Січинського, А. Кос-Анатольського, М. Скорика та ін., регтаймів американських композиторів.

## Статті М.А. Ластовецького
- Ластовецький М.А. Музику пишуть студенти. Радянське слово. 1982. № 100. 23 червня;
- Ластовецький М.А. Творча зустріч з композитором. Радянське слово.1983. № 7. 12 січня;
- Ластовецький М.А. Два крила творчості. Вільна Україна. 1984. № 116. 16 червня;
- Ластовецький М.А. Завдання і методичні рекомендації по розвитку творчих навичок учнів на уроках сольфеджіо (для музичних училищ). Навчальний посібник / Міністерство культури УРСР, Навчально-методичний кабінет по навчальних закладах мистецтва і культури. Київ, 1986. 19 с.;
- Ластовецький М.А. Перемогу здобули Дрогобиччани. Галицька зоря. 1993.  № 48. 29 квітня;
- Ластовецький М.А. Василь Барвінський. Біографічна довідка. Перший обласний конкурс юних піаністів ім. В. Барвінського серед учнів дитячих мистецьких навчальних закладів. Дрогобич: Поліграфічні послуги, 1998. С. 3–6;
- Ластовецький М.А. Вступне слово. Співає Гаудеамус. Дрогобич: Коло, 2001. С. 3–4;
- Ластовецький М.А. Вступне слово. Поліфонічні твори зарубіжних композиторів. Перекладення для бандури Олександра Верещинського. Дрогобич: Відродження, 2001. С. 3;
- Ластовецький М.А. Г. Грабець – бранка ГУЛАГу, учениця В.Барвінського. Український жіночий рух: здобутки й проблеми: Збірник наукових  праць за матеріалами Першої всеукраїнської науково-практичної конференції (19 – 20 жовтня 2001 р.). Вип. І. Дрогобич: Коло, 2002. С. 79–87;
- Ластовецький М.А. Ні! Найменуванням вулиць у радянському стилі. Мій Дрогобич. 2003. № 29. 22 жовтня.
- Ластовецький М.А. Закоханий у рідну пісню. Юліан Корчинський: життя і творчість. Нариси, спогади, дослідження. Дрогобич: Коло, 2003. С. 46–52.
- Ластовецький М.А. М. Колесса про С. Людкевича та В. Барвінського. Миколі Колессі у сторічний ювілей: Матеріали міжвузівської наукової конференції, присвяченої 100-річчю від дня народження М. Колесси. Дрогобич: Коло, 2003. С. 3–17;
- Ластовецький М.А. Микола Колесса в шерензі композиторів-директорів Львівської державної консерваторії (Вищого музичного інституту) ім. М. Лисенка. Миколі Колессі у сторічний ювілей: Матеріали міжвузівської наукової конференції, присвяченої 100-річчю від дня народження М. Колесси. Дрогобич: Коло, 2003. С. 42–52;
- Ластовецький М.А. Друковане слово Миколи Колесси: Non multa, sed multum. Миколі Колессі у сторічний ювілей: Матеріали міжвузівської наукової конференції, присвяченої 100-річчю від дня народження М. Колесси. Дрогобич: Коло, 2003. С. 68–76;
- Ластовецький М.А. Колекційний тромбон – у Дрогобичі. Галицька Зоря. 2003. № 34. 2 травня;
- Ластовецький М.А. Симфонічний оркестр музичного училища відкриває фестиваль “Прикарпатська весна – 2003”. Галицька Зоря. 2003. № 38. 20 травня;
- Ластовецький М.А. Чи музика нас порятує? (інтерв’ю). Галицька Зоря. 2003. 5 вересня. С. 3;
- Ластовецький М.А. О часи, о звичаї! Галицька Зоря. 2003. 30 грудня. С. 3;
- Ластовецький М.А. Тарас Шевченко в житті та діяльності Миколи Лисенка. У вінок шани корифеям: Матеріали наукових читань, присвячених 191-й річниці від дня народження Тараса Шевченка. Дрогобич: Коло, 2005. С. 45–59;
- Ластовецький М.А. Т. Шевченко – М. Лисенко: з’ява пісенного “Кобзаря України” як естафета “обраності”(спорідненість величин ментальної енергетики, резонанс “способів почування”, національно-громадянська позиція, “месіанство”). У вінок шани корифеям: Матеріали наукових читань, присвячених 191-й річниці від дня народження Тараса Шевченка. Дрогобич: Коло, 2005. С. 60–92;
- Ластовецький М.А. Тарас Шевченко в епістолярній спадщині Миколи Лисенка. У вінок шани корифеям: Матеріали наукових читань, присвячених 191-й річниці від дня народження Тараса Шевченка. Дрогобич: Коло, 2005. С. 93–120;
- Ластовецький М.А. Вступна стаття. Дрогобицькому державному музичному училищу ім. В.Барвінського – 60. Збірка нарисів: літературно-художнє видання. Дрогобич: Коло, 2005. С. 3–20;
- Ластовецький М.А. Переднє слово. Дрогобицьке державне музичне училище ім. В.Барвінського за 60 років у світлинах. Ілюстроване видання. Дрогобич: Коло, 2005. С. 3–5;
- Ластовецький М.А. Невгасимий вогонь творчого горіння. Галицька зоря. 2005. № 129. 1 грудня;
- Ластовецький М.А. Невгасимий вогонь творчого горіння (продовження). Галицька зоря. 2005. № 130. 3 грудня;
- Ластовецький М.А. Вступне слово. Микола Ластовецький. Вибрані вокальні та інструментальні номери з музики до драми «Мальви» («Яничари») за Романом Іваничуком / переклад для бандури Олександра Верещинського. Дрогобич: Коло, 2005. С. 3–5;
- Ластовецький М.А. Вступне слово. Станіслав Людкевич та Микола Колесса – корифеї української музики ХХ століття. Матеріали науково-практичної конференції, присвяченої 100-річчю від дня народження М.Колесси та 125-річчю від дня народження С.Людкевича. Дрогобич: Коло, 2006. С. 3–5;
- Ластовецький М.А. Вчитель Миколи Колесси – видатний чеський композитор Вітезслав Новак. Станіслав Людкевич та Микола Колесса – корифеї української музики ХХ століття: Матеріали науково-практичної конференції, присвяченої 100-річчю від дня народження М. Колесси та 125-річчю від дня народження С. Людкевича. Дрогобич: Коло, 2006. С. 50–77;
- Ластовецький М.А. Про деякі різночитання біографії С.Людкевича. Станіслав Людкевич та Микола Колесса – корифеї української музики ХХ століття: Матеріали науково-практичної конференції, присвяченої 100-річчю від дня народження М. Колесси та 125-річчю від дня народження С. Людкевича. Дрогобич: Коло, 2006. С. 78–118;
- Ластовецький М.А. Хто ви, професоре Шін (або чи варто пам’ятати про першого празького вчителя композиції М. Колесси, Р. Сімовича, С. Туркевич-Лісовської-Лукіянович). Станіслав Людкевич та Микола Колесса – корифеї української музики ХХ століття: Матеріали науково-практичної конференції, присвяченої 100-річчю від дня народження М. Колесси та 125-річчю від дня народження С. Людкевича. Дрогобич: Коло, 2006. С. 119–137;
- Ластовецький М.А. З досвіду викладання музично-історичних та музично-теоретичних предметів в музичному училищі. Навчальний посібник. Дрогобич, 2007. 172 с;
- Ластовецький М.А. Нас об’єднує музика. Галицька зоря. 2007. № 34. 30 березня;
- Ластовецький М.А. Методичні зауваження. Микола Ластовецький. Фортепіанні п’єси для дітей та юнацтва: Зошит 1. Навчальний посібник. Львів: ТеРус, 2007. С. 5–6;
- Ластовецький М.А. Вплив особистості Т. Шевченка на формування національної свідомості М. Лисенка. Молодь і ринок: Щомісячний науково-педагогічний журнал. № 11-12. Дрогобич, 2007. С. 139–144;
- Ластовецький М.А. Деякі питання методики викладання предмету «Інструментознавство» та «Читання партитур». 3 досвіду викладання музично-історичних та музично-теоретичних предметів в музичному училищі / Ред-упор. М. Ластовецький. Дрогобич, 2007. С. 61–65;
- Заняття з основ композиції як дійовий засіб розвитку творчого потенціалу студента // 3 досвіду викладання музично-теоретичних та музично-історичних предметів в музичному училищі: Мат-ли наук.- практ. конф. — Дрогобич, 2007;
- Ластовецький М.А. Значення постаті Станіслава Людкевича в житті та творчості Миколи Колесси. Молодь і ринок: Щомісячний науково-педагогічний журнал. № 1. Дрогобич, 2008. С. 74–77;
- Ластовецький М.А. Крізь тернії до зірок (до 120 річниці від дня народження видатного українського композитора В. Барвінського). Галицька зоря. 2008. № 29. 11 березня;
- Ластовецький М.А. Про ґенезу та жанрово-тематичні пріоритети творчості Богдани Фільц. Молодь і ринок: Щомісячний науково-педагогічний журнал. № 2. Дрогобич, 2008. С. 75–80;
- Ластовецький М.А. Деякі зауваги щодо впливу Василя Барвінського на формування творчої індивідуальності Миколи Колесси. Молодь і ринок: Щомісячний науково-педагогічний журнал. № 4. Дрогобич, 2008. С. 86–90;
- Ластовецький М.А. Про історію однієї невідомої світлини В. Барвінського і С. Людкевича. Молодь і ринок: Щомісячний науково-педагогічний журнал. № 3. Дрогобич, 2009. С. 22–26. URL: https://vdocuments.mx/a3-50-2009-mrdspueduuamrdspueduuapublications20093-50-2009pdf.html [Архівовано 27 листопада 2021 у Wayback Machine.]
- Ластовецький М.А. Переднє слово. Муніципальний чоловічий хор „Каменяр”. Репертуарний збірник / Упор. С. Целюх. Стрий: Щедрик, 2010. Вип. 2. С. 3–4;
- Ластовецький М.А. Відділ народних інструментів музучилища підкорює Італію. Галицька зоря. 2011. 25 листопада. С. 6;
- Ластовецький М.А. Відділ народних інструментів музичного училища підкорює Італію. Народно-інструментальне мистецтво на зламі ХХ – ХХІ століть: Збірник матеріалів V-ї Всеукраїнської науково-практичної конференції (м. Дрогобич, 22 березня 2012 р.) / Ред.-упор. А.Душний, Б. Пиц. Дрогобич: Посвіт, 2012. С. 104–109;
- Ластовецький М.А. До питання про хорову творчість Юліана Корчинського. Збірник матеріалів Другої міжнародної науково-практичної конференції «Хорове мистецтво України та його подвижники» / Ред.-упор. П. Гушоватий, З. Гнатів. Дрогобич, 2012. С. 104–114. URL: http://www.irbis-nbuv.gov.ua/cgi-bin/irbis_nbuv/cgiirbis_64.exe?I21DBN=LINK&P21DBN=UJRN&Z21ID=&S21REF=10&S21CNR=20&S21STN=1&S21FMT=ASP_meta&C21COM=S&2_S21P03=FILA=&2_S21STR=Mir_2012_10_7 [Архівовано 13 грудня 2021 у Wayback Machine.]
- Ластовецький М.А. Василь Барвінський та Микола Колесса: перетин творчих особистостей. Вісник Львівського Університету: Серія мистецтвознавство. Вип. 11. Львів, 2012. С. 123–127. URL: http://www.irbis-nbuv.gov.ua/cgi-bin/irbis_nbuv/cgiirbis_64.exe?I21DBN=LINK&P21DBN=UJRN&Z21ID=&S21REF=10&S21CNR=20&S21STN=1&S21FMT=ASP_meta&C21COM=S&2_S21P03=FILA=&2_S21STR=VLNU_Mistec_2012_11_16 [Архівовано 27 листопада 2021 у Wayback Machine.];
- Ластовецький М.А. Композиторські інтенції бандуриста Миколи Мошика. Наукові записки Тернопільського національного педагогічного університету імені В. Гнатюка: Серія «Мистецтвознавство» / Гол. ред. О. Смоляк. Вип. 3. Тернопіль: ТНПУ, 2012. С. 130–135. URL: http://dspace.tnpu.edu.ua/bitstream/123456789/19618/1/LASTOVETSKY.pdf [Архівовано 27 листопада 2021 у Wayback Machine.];
- Ластовецький М.А. Пісенні орбіти творчості бандуриста Миколи Мошика. Народно-інструментальне мистецтво на зламі ХХ – ХХІ століть: Збірник матеріалів V-ї Всеукраїнської науково-практичної конференції (м. Дрогобич, 22 березня 2012 р.) / Ред.-упор. А. Душний, Б. Пиц.  Дрогобич, 2012. С. 57–67;
- Ластовецький М.А. «Розстріляний з’їзд кобзарів» у творчості бандуриста Миколи Мошика. Народно-інструментальне мистецтво на зламі ХХ-ХХІ століть: збірник матеріалів VI-ї Міжнародної науково-практичної конференції (м. Дрогобич, 07 грудня 2012 р.) / Ред.-упор. А. Душний, Б. Пиц. Дрогобич: Посвіт, 2012. С. 45–52;
- Ластовецький М.А. Акція «Лірницька Покрова на Дрогобиччині». Народно-інструментальне мистецтво на зламі ХХ-ХХІ століть: збірник матеріалів VI-ї Міжнародної науково-практичної конференції (м. Дрогобич, 07 грудня 2012 р.) / Ред.-упор. А. Душний, Б. Пиц. Дрогобич: Посвіт, 2012. С. 135–139;
- Ластовецький М.А. Про історію однієї невідомої світлини В. Барвінського і С. Людкевича. Василь Барвінський і сучасна українська музична культура / Упор. В. Грабовський, Л. Філоненко, О. Німилович. Дрогобич: Посвіт, 2012. С. 100–106;
- Ластовецький М.А. Актуальні проблеми підготовки музикантів-фахівців для сучасної вищої школи. Таврійські студії. Мистецтвознавство. Культурологія № 1. Сімферополь: ІТ «АРІАЛ», 2012. С. 57–65. URL: https://kukiit.ru/docs/ts/culturolog/kyltyrologiya-1.pdf [Архівовано 27 листопада 2021 у Wayback Machine.];
- Ластовецький М.А. До питання впровадження комп’ютерних технологій в інструментознавстві та інструментуванні. Методична розробка. Дрогобич, 2012. 22 с;
- Ластовецький М.А. Станіслав Людкевич у спогадах Миколи Колесси. Українська культура: минуле, сучасне, шляхи розвитку: Наукові записки Рівненського державного гуманітарного університету у 2-х т. Вип. 18. Т. І. Рівне, 2012. С. 54–57. URL: https://www.rshu.edu.ua/images/nauka/ukr_kult_min_such_rozv_nm_vip18.pdf [Архівовано 27 листопада 2021 у Wayback Machine.];
- Ластовецький М.А. Ми пам’ятаємо про них. «І в небо піснею»: літературно-публіцистичне видання / Автор-упор. Н. Семків. Дрогобич: Посвіт, 2013. С. 4–12;
- Ластовецький М.А. Василю Барвінському – 125 років! VI-а Всеукраїнська конференція «Музична освіта України: проблеми теорії, методики, практики» та ІІІ-я міжнародна конференція «Творчість для народних інструментів композиторів України та зарубіжжя»: збірник матеріалів та тез (м. Дрогобич, 9-10 травня 2013 р.). / Ред.-упор. А. Душний, Б. Пиц. Дрогобич: Посвіт, 2013. С. 368–377;
- Ластовецький М.А. Через терни – до зірок. До 125-річчя від дня народження Василя Барвінського. Галицька зоря. 2013. № 20. 19 лютого;
- Ластовецький М.А. Партія труби в оркестрових творах Петра Чайковського. Українська культура: минуле, сучасне, шляхи розвитку: Наукові записки Рівненського державного гуманітарного університету у 2-х т. Вип. 20. Рівне, 2014. Т. І. С. 62–68. URL: http://www.irbis-nbuv.gov.ua/cgi-bin/irbis_nbuv/cgiirbis_64.exe?I21DBN=LINK&P21DBN=UJRN&Z21ID=&S21REF=10&S21CNR=20&S21STN=1&S21FMT=ASP_meta&C21COM=S&2_S21P03=FILA=&2_S21STR=Uk_msshr_2014_20(1)__14 [Архівовано 27 листопада 2021 у Wayback Machine.];
- Ластовецький М.А. Завжди у музиці. Ювілейне видання «Звукоряд життя» Ігоря Пилатюка / Автор-упор. Т.О. Молчанова. Львів: Українська академія друкарства, 2014. С. 114–119;
- Ластовецький М.А. Вступне слово. Кобільник Лілія. «Почуття невипитого цвіт»: Вокальні твори для низького чоловічого голосу у супроводі фортепіано. Дрогобич: Пόсвіт, 2014. С. 3–5;
- Ластовецький М.А. Педагогічна діяльність Станіслава Людкевича. Мистецька культура: історія, теорія, методологія: Тези доповідей Міжнародної наукової конференції (Львів, 28 листопада 2014 р.). / Ред.-упор. О. Осадця, В. Пасічник. Львів, 2014. С. 53–55;
- Ластовецький М.А. Методичні рекомендації. Микола Ластовецький. «Жниварські пісні». Українські народні пісні в опрацюванні для мішаного хору без супроводу: навчально-методичний посібник / Ред.-упор. Л. Ластовецька. Дрогобич: Коло, 2015. С. 59–84;
- Ластовецький М.А. Форма варіацій у музиці класико-романтичного періоду. Молодь і ринок: Щомісячний науково-педагогічний журнал. № 7 (138), липень. Дрогобич, 2016. С. 98–102. URL: http://nbuv.gov.ua/UJRN/Mir_2016_7_22;
- Ластовецький М.А. Музична освіта сьогодення у національному вимірі. Матеріали V Міжнародної науково-практичної Інтернет-конференції «Хорове мистецтво України та його подвижники» (м. Дрогобич, 20-21 жовтня 2016) / Редкол. І.Л. Бермес, В.В. Полюга. Дрогобич, 2016. С. 216–222. URL: http://dspu.edu.ua/wp-content/uploads/2016/10/xorove-mystectvo-ukrayiny-ta-jogo-podvyzhnyky20.10-2016.pdf [Архівовано 28 листопада 2021 у Wayback Machine.];
- Ластовецький М.А. Музично-виразові властивості труби в симфоніях П. Чайковського. Наукові записки Тернопільського національного педагогічного університету ім. В. Гнатюка. Серія: Мистецтвознавство / Гол. ред. О. Смоляк. Вип. 1 (34). Тернопіль: ТНПУ, 2016. С. 5–11.URL: http://dspace.tnpu.edu.ua/bitstream/123456789/6616/1/Lastovetskyі.pdf [Архівовано 20 березня 2022 у Wayback Machine.];
- Ластовецький М.А. Вектори педагогічної діяльності Кирила Стеценка Мистецька культура: історія, теорія, методологія: тези доповідей Міжнародної наукової конференції (Львів, 25 листопада 2016 р.). Львів: ТзОВ «Растр-7», 2016. С. 92–94;
- Ластовецький М.А. «Український квінтет» Бориса Лятошинського та його роль в еволюції національної камералістики. Камерно-інструментальний ансамбль: традиції та сучасний вимір (до 165-річчя ЛНМА імені М.В. Лисенка): Тези Міжнародної науково-практичної конференції (Львів, 9 грудня 2016 р.). Львів, 2016. С. 93–96;
- Ластовецький М.А. Методичні рекомендації. Микола Ластовецький. Мелодії смутку і надій (цикл п’єс для жіночого хору без супроводу): навчально-методичний посібник / Ред.-упор. Л. Ластовецька. Дрогобич: Пόсвіт, 2016. С. 58–74;
- Ластовецький М., Ярко М., Каралюс М. Історія зарубіжної музики: організаційно-методичні матеріали до самостійної роботи студентів. Навчальний посібник. Дрогобич: редакційно-видавничий відділ ДДПУ імені І. Франка, 2016. 128 с.;
- Ластовецький М.А. Специфіка творчих уподобань Богдани Фільц як композиторки-музикознавця (до 85-річчя від дня народження). Тези Міжнародної наукової конференції «Музикознавчий універсум молодих» (1-2 березня 2017 року): ЛНМА імені М.В. Лисенка. Львів: видавець Т. Тетюк, 2017. С. 82–84;
- Ластовецький М.А., Матійчин І.М. Шкільний пісенний репертуар. V – VI клас: навчально-методичний посібник з навчальної дисципліни «Методика музичного виховання». Дрогобич: редакційно-видавничий відділ ДДПУ імені І. Франка, 2017. 34 с.;
- Ластовецький М.А. Богдана Фільц і Дрогобиччина (до 85-річчя від дня народження мисткині). Мистецька культура: історія, теорія, методологія: тези доповідей Міжнародної наукової конференції (Львів, 24 листопада 2017). Львів, 2017. С. 92–96;
- Ластовецький М.А. До питання про «Українську рапсодію» Василя Барвінського. Музична Україніка (композитори України у парадигмі світової музичної культури: збірник матеріалів Всеукраїнської науково-практичної конференції (ДМК ім. В. Барвінського, 15 лютого 2018 р., м. Дрогобич) / [ред.-упоряд. О. Сеник]. «Растр-7», 2018. С. 11–14 URL: http://new.ddmu.org.ua/wp-content/uploads/2023/03/І.pdf;
- Ластовецький М.А. Вшанування постаті Василя Барвінського в місті Дрогобичі. Мистецька культура: історія, теорія, методологія: Тези доповідей Всеукраїнської наукової конференції (Львів, 30 листопада 2018 р.). / ред.-упор. В. Пасічник. Львів, 2018. С. 90–94;
- Ластовецький М.А. Станіслав Людкевич – педагог (з нагоди 140-річчя від дня народження). Музична Україніка (композитори України у парадигмі світової музичної культури: Збірник тез ІІ Всеукраїнської науково-практичної конференції, 14 березня 2019 р., м. Дрогобич) / ред.-упоряд. О. Сеник. Дрогобич: «Швидкодрук», 2019. С. 101–103 URL: http://new.ddmu.org.ua/wp-content/uploads/2023/03/ІІ.pdf;
- Ластовецький М.А. Методичні рекомендації. Микола Ластовецький. Жниварські пісні. Зошит 2 (для жіночого хору без супроводу): навчально-методичний посібник / Ред.-упор. Л. Ластовецька. Дрогобич: Пόсвіт, 2019. С. 115–138;
- Ластовецький М.А. Деякі зауваги щодо функціонування музичних освітніх закладів України на сучасному етапі. Мистецька культура: історія, теорія, методологія: тези доповідей VII Міжнародної наукової конференції (Львів, 30 вересня 2019 р.) / ред-упоряд.: О. Осадця, Л. Купчинська; відп. ред. Л. Сніцарчук. Львів, 2019. С. 83–85;
- Ластовецький М.А. Ми пам’ятаємо про них… Сайт ДМК ім. В. Барвінського. 11.05.2020. URL: http://new.ddmu.org.ua/2020/05/11/ми-памятаємо-про-них/ [Архівовано 24 березня 2022 у Wayback Machine.];
- Ластовецький М.А. Ми пам’ятаємо про них… Гомін Підгір’я. Альманах. Збірка поезій і прози. Вип. 37. Дрогобич: Пόсвіт, 2020. С. 40–56;
- Ластовецький М.А. Василь Барвінський в сучасному Дрогобичі (до 25-річчя присвоєння імені композитора Дрогобицькому державному музичному училищу). Музична Україніка (композитори України у парадигмі світової музичної культури: збірник матеріалів ІІІ Всеукраїнської науково-практичної конференції (ДМК ім. В. Барвінського, 12 березня 2020 р.; м. Дрогобич) / [ред.-упоряд. О. Сеник]. Дрогобич: «Швидкодрук», 2020. С. 58–60 URL: http://new.ddmu.org.ua/wp-content/uploads/2023/03/ІІІ.pdf;
- Ластовецький М.А. Сучасні засади підготовки теоретиків у фаховій передвищій музичній освіті. «Мистецька культура: історія, теорія, методологія»: тези доповідей VIII Міжнародної наукової конференції (Львів, 20 листопада 2020) / ред.-упоряд. Л. Купчинська, О. Осадця. Львів, 2020. С. 52–54;
- Ластовецький М.А. Переднє слово. «Співає жіночий хор» (з репертуару жіночого хору студентів вокального, фортепіанного та музично-теоретичного відділів ДМК ім. В. Барвінського): навчально-методичний посібник / упор. М.Гірняк, В. Гущак. Дрогобич: Пόсвіт, 2020. С. 3–6;
- Ластовецький М.А. Співає «GAUDEAMUS»: твори українських композиторів з репертуару хорового колективу. Співає «Gaudeamus»: навчальний посібник / Ред.-упор. С. Дацюк. Частина 2. Дрогобич: Пόсвіт, 2020. С. 3–4;
- Ластовецький М.А. Впровадження мультимедійних технологій в музично-освітній процес. У діалозі з музикою: Зб. матеріалів І Міжнародної науково-практичної конференції, Ужгород, 30 квітня – 1 травня 2020 р. Ужгород: Вид-во «Карпати», 2020. С. 148–150;
- Ластовецький М.А. Роман Сімович – видатний український композитор-симфоніст (до 120-річниці від дня народження та 75-річчя прем’єрного виконання його першої «Гуцульської» симфонії). Музична Україніка (композитори України у парадигмі світової музичної культури: збірник матеріалів IV Всеукраїнської науково-практичної конференції (ДМФК ім. В. Барвінського, 18 березня 2021 р.; м. Дрогобич) / [ред.-упоряд. О. Сеник, М. Фендак]. Дрогобич: ТзОВ «Трек ЛТД», 2021. С. 32–35 URL:  http://new.ddmu.org.ua/wp-content/uploads/2023/03/IV.pdf.
- Ластовецький М.А., Ластовецька-Соланська З.М., Соланський С.С. Рецепція творчості Василя Барвінського у музичному житті Дрогобича. Молодь і ринок: науково-педагогічний журнал. Дрогобич. № 11-12 (197-198) листопад-грудень 2021. C. 74–79. (фахове видання, Index Copernicus International, фаховий журнал категорія "Б") http://mir.dspu.edu.ua/article/view/252840 https://doi.org/10.24919/2308-4634.2021.252840
- Ластовецький М.А., Ластовецька Л.В. Творчі контакти Богдани Фільц із мистецькими колами Дрогобича. Актуальні питання гуманітарних наук: міжвузівський збірник наукових праць молодих вчених Дрогобицького державного педагогічного університету імені Івана Франка / [редактори-упорядники М. Пантюк, А. Душний, І. Зимомря]. Дрогобич: Видавничий дім «Гельветика», 2021. Вип. 45. Том 1. С. 81–86. URL: http://www.aphn-journal.in.ua/archive/45_2021/part_1/13.pdf DOI https://doi.org/10.24919/2308-4863/45-1-13  (фахове видання, Index Copernicus International, фаховий журнал категорія "Б")
- Ластовецький М.А., Ластовецька Л.В., Соланський С.С. Актуальні проблеми викладання фахових дисциплін студентам виконавських спеціальностей музичних закладів вищої освіти. Актуальні питання гуманітарних наук: міжвузівський збірник наукових праць молодих вчених Дрогобицького державного педагогічного університету імені Івана Франка/ [ред.-упор. М. Пантюк, А. Душний, І. Зимомря]. Дрогобич: Видавничий дім «Гельветика», 2022. Вип. 47. Т. 2. С. 12–17. URL: http://www.aphn-journal.in.ua/archive/47_2022/part_2/2.pdf DOI https://doi.org/10.24919/2308-4863/47-2-2 (фахове видання, Index Copernicus International, фаховий журнал категорія "Б")
- Ластовецький М.А. Мій дядько Микола Магера – письменник з Дунаївців. Дунаєвеччина очима дослідників, учасників і свідків історичних подій: збірник науково-краєзнавчих праць / [редкол.: Прокопчук В.С., голова, Баженов Л.В., співголова; Адамський В.Р. та ін.]. Дунаївці; Кам’янець-Подільський: Видавець ПП Зволейко Д.Г., 2022. Вип. 9. С. 191–193. (388 с.) http://dunrada.gov.ua/public/uploadfile/upload/files/Zbirnik-Dunayevechchina-2022-obkl-(1).pdf
- Ластовецький М.А. Як присвоювалося ім’я Василя Барвінського Дрогобицькому музичному училищу. Музична Україніка (композитори України у парадигмі світової музичної культури: збірник матеріалів V Всеукраїнської науково-практичної конференції (ДМФК ім. В. Барвінського, 23 березня 2023 р., м. Дрогобич) / [редактори-упорядники О. Сеник, М. Фендак]. Дрогобич 2023, ТзОВ «Трек ЛТД» 2023. С. 10–15 (108 с.) URL: http://new.ddmu.org.ua/wp-content/uploads/2023/03/v.pdf
- Ластовецький М.А. Тріумф талантів творчого тандему (кілька ремарок до ювілейного концерту з творів Віктора Камінського). Сайт ДМФК імені В. Барвінського. 05.11.2023. URL: http://new.ddmu.org.ua/2023/11/05/kaminskyi/
- Ластовецький М.А. Музична Шевченкіана українських композиторів: бібліографічне довідкове видання / упоряд. М. Гулковський. Київ: Видавництво Ліра-К, 2023. С. 408–411 (952 с.).
- статті у пресі;
- упоряд. і ред. наук. та нотних зб.